# Strange Peace
Strange Peace — третий студийный альбом канадской панк-рок-группы METZ. Он был выпущен 22 сентября 2017 года на лейбле Sub Pop Records. Продюсированием занимались METZ. Сессии записи «живьём» проходили в Electrical Audio в Чикаго со Стивом Альбини, в Woodshed в Торонто и в Baskitball 4 Life с Грэмом Уолшем, а также в Nursery с участником группы Алексом Эдкинсом.

## Отзывы
| Совокупная оценка | Совокупная оценка |
| Источник          | Оценка            |
| ----------------- | ----------------- |
| AnyDecentMusic?   | 7.4/10            |
| Metacritic        | 78/100            |
| Оценки критиков   |                   |
| Источник          | Оценка            |
| AllMusic          | [ 3 ]             |
| The A.V. Club     | B+                |
| DIY               | [ 5 ]             |
| Exclaim!          | 9/10              |
| The Irish Times   | [ 7 ]             |
| Mojo              | [ 8 ]             |
| Paste             | 7.8/10            |
| Pitchfork         | 7.6/10            |
| Record Collector  | [ 11 ]            |
| Under the Radar   | [ 12 ]            |

Strange Peace получил в целом благоприятные отзывы от музыкальных критиков. На сайте Metacritic, который присваивает нормализованный рейтинг из 100 баллов рецензиям мейнстримных изданий, альбом получил средний балл 78 на основе девятнадцати рецензий. Агрегатор AnyDecentMusic? оценил альбом в 7,4 балла из 10 на основе двадцати рецензий.

## Список треков
Слова и музыка всех песен — Alex Edkins, Chris Slorach и Hayden Menzies.
| №                   | Название                 | Длительность |
| ------------------- | ------------------------ | ------------ |
| 1.                  | «Mess of Wires»          | 3:29         |
| 2.                  | «Drained Lake»           | 3:05         |
| 3.                  | «Cellophane»             | 4:13         |
| 4.                  | «Caterpillar»            | 3:15         |
| 5.                  | «Lost in the Blank City» | 4:28         |
| 6.                  | «Mr. Plague»             | 2:39         |
| 7.                  | «Sink»                   | 3:50         |
| 8.                  | «Common Trash»           | 3:14         |
| 9.                  | «Escalator Teeth»        | 0:47         |
| 10.                 | «Dig a Hole»             | 1:15         |
| 11.                 | «Raw Materials»          | 5:57         |
| Общая длительность: | Общая длительность:      | 36:07        |

## Чарты
| Чарт (2017)                            | Высшая позиция |
| -------------------------------------- | -------------- |
| США (Billboard Vinyl Albums)           | 17             |
| США (Billboard Independent Albums)     | 31             |
| США (Billboard Top Heatseekers Albums) | 11             |